# أنطونيو سالييري
أنطونيو سالييري (بالإيطالية: Antonio Salieri)‏ أنطونيو سالييري (عاش 18 أغسطس 1750 - 7 مايو 1825) كان مؤلفاً إيطالياً للموسيقى الكلاسيكية، وقائد اوركسترا ومعلم، وُلِد في لنياگو، جنوب ڤـِرونا، في جمهورية البندقية، وأمضى معظم حياته البالغة كأحد رعايا ملكية هابسبورگ.
وأرسل وهو في السادسة عشرة إلى ڤيينا (1766)، وبعد ثماني سنوات عينه يوزف الثاني مؤلفاً موسيقياً للبلاط، وفي 1788 رئيساً لفرقة المنشدين. في هذه الوظيفة فضل مؤلفين آخرين على موتسارت، ولكن القصة التي زعمت أن هذه المعارضة سببت انهيار موتسارت ليست إلا خرافة. فبعد موت موتسارت صادق سالييري الابن وأعان على تطوره الموسيقي. وقد قدم بيتهوفن عدة مؤلفات لسالييري، وقبل اقتراحاته بتواضع لم يعهد فيه.
واتصل الغزو الغنائي بأنطونيو سالييري، عدو موتسارت وصديق بيتهوفن الشاب.

## روابط خارجية
- أنطونيو سالييري على موقع IMDb (الإنجليزية)
- أنطونيو سالييري على موقع الموسوعة البريطانية (الإنجليزية)
- أنطونيو سالييري على موقع ميوزك برينز (الإنجليزية)
- أنطونيو سالييري على موقع إن إن دي بي (الإنجليزية)
- أنطونيو سالييري على موقع ديسكوغز (الإنجليزية)